# جاك وايت (لاعب كريكت)
جاك وايت (9 يوليو 1893 في المملكة المتحدة - 6 نوفمبر 1968 في المملكة المتحدة) (بالإنجليزية: Jack White)‏ هو لاعب كريكت بريطاني (وحمل سابقاً جنسية المملكة المتحدة لبريطانيا العظمى وأيرلندا). لعب مع نادي مقاطعة سري للكريكت ‏ ونادي جامعة كامبريدج للكريكيت ‏.

## وصلات خارجية
- جاك وايت على موقع إي آس بي آن كريك إنفو (الإنجليزية)